# Synodontis ricardoae
Synodontis ricardoae là một loài cá thuộc họ Mochokidae. Nó là loài đặc hữu của Tanzania. Các môi trường sống tự nhiên của chúng là sông and saline lakes.